# 2034 今そこにある未来
『2034 今そこにある未来』（原題：Years and Years）は、ラッセル・T・デイヴィスの原案によるイギリスのディストピアSFドラマ。

## 概要
このシリーズはサイモン・セラン・ジョーンズ（エピソード1〜4）とリサ・マルケイ（エピソード5〜6）が監督し、デイヴィス、セラン・ジョーンズ、ミカエラ・フェレデイ、ルーシー・リチャー、ニコラ・シンドラーが製作総指揮を務めた。 脚本、キャラクター設定、そしてディストピア的な未来における現代の政治不安の探求が高く評価されたほか、第10回クリティクス・チョイス・アワードでは最優秀リミテッドシリーズ賞、映画/ミニシリーズ部門最優秀助演男優賞（ラッセル・トーヴィー）、映画/ミニシリーズ部門最優秀助演女優賞（エマ・トンプソン）の3部門にノミネートされた。
日本では、スターチャンネルEXで2022年1月7日から独占日本初配信され、スターチャンネルでは2022年1月26日から放送された。

## キャスト
| 役名                                              | 俳優                             | 日本語吹替 |
| ------------------------------------------------- | -------------------------------- | --- |
| ダニエル・ライオンズ (ライオンズ家の次男)         | ラッセル・トーヴィー             | 田村真 |
| スティーヴン・ライオンズ (ライオンズ家の長男)     | ロリー・キニア                   | 丸山壮史 |
| セレステ・ライオンズ (スティーヴンの妻)           | タニア・ミラー                   | 本田貴子 |
| ベサニー・ライオンズ (スティーヴンとセレステの娘) | リディア・ウエスト               | 古木海帆 |
| イーディス・ライオンズ (ライオンズ家の長女)       | ジェシカ・ハインズ               | 藤本喜久子 |
| ロージー・ライオンズ (ライオンズ家の末っ子)       | ルース・マデリー                 | 加藤美佐 |
| ミュリエル・ディーコン (ライオンズ家の祖母)       | アン・リード                     | 久保田民絵 |
| ヴィヴィアン・ルック (元起業家の国会議員)         | エマ・トンプソン                 | 塩田朋子 |
| ラルフ (ダニエルの夫)                             | ディノ・フェッシャー             | 佐藤友啓 |
| ヴィクトル・ゴラーヤ (ウクライナ難民)             | マックス・ボルドリー             | 須藤翔 |
| ルビー (スティーヴンとセレステの娘)               | ジェイド・アレン                 | 飯沼南実 |
| フラン・バクスター (語り部兼活動家)               | シャロン・ダンカン＝ブルースター | ニケライ・ファラナーゼ |
| ジョンジョ                                        | ジョージ・ブハーリー             | 矢野正明 |
| ウディ                                            | キーラン・オブライエン           | 魚建 |
| その他                                            | N/A                              | 玉井勇輝 米倉希代子 ふくまつ進紗 金子大樹 渡辺ゆかり 斎藤寛仁 美名 菊池康弘 上住谷崇 小林さとみ 桃江トウコ 橋本雅史 岡純子 |
| 日本語吹替スタッフ                                |                                  | |
| 演出                                              | 高橋剛                           | 高橋剛 |
| 翻訳                                              | 後藤沙綾香                       | 後藤沙綾香 |
| 録音・調整                                        | 荒井孝                           | 荒井孝 |
| 製作                                              | 東北新社                         | 東北新社 |
| プロデュース                                      | スターチャンネル                 | スターチャンネル |

## エピソード
| シーズン | シーズン | 話数 | 話数 | 放送期間      | 放送期間      |
| シーズン | シーズン | 話数 | 話数 | 初回放送      | 最終回放送    |
| -------- | -------- | ---- | ---- | ------------- | ------------- |
|          | 1        | 6    | 6    | 2019年5月14日 | 2019年6月18日 |

## 外部サイト
- Years and Years - IMDb（英語）